# 葉頤
葉頤（1426年—？），字養正，廣東都司惠州衛中千戶所人，軍餘，明朝政治人物。進士出身。

## 生平
廣東鄉試第二十二名。景泰五年（1454年）甲戌科會試第二百四十九名，殿試登進士第三甲第一百五十六名。

## 家族
曾祖葉石安。祖父葉蘭馨。父亲葉生。